# Leonardo Bonzi
Leonardo Emilio Bonzi (* 22. Dezember 1902 in Mailand; † 30. Dezember 1977 in San Michele di Ripalta Cremasca, Provinz Cremona) war ein italienischer Sportler, Dokumentarfilmer und Produzent.

## Leben
Bonzi stammte aus vornehmer Familie, hatte den Titel eines Conte und war als junger Mann erfolgreicher Sportler: er war Teilnehmer der ersten Olympischen Winterspiele 1924, bei denen er für sein Heimatland im Bobwettbewerb antrat. 1926 und 1929 gewann er insgesamt drei nationale Tennistitel im Mixed- und Doppel.
Mehrfach erhielt er Tapferkeitsauszeichnungen der Armee, bei der er als Pilot diente.
Später interessierte Bonzi sich für Reisen und finanzierte zahlreiche Expeditionen in aller Welt. Dabei war ihm auch die soziale Situation v. a. von Kindern in den besuchten Ländern wichtig. So befuhr er 1948 als Fahrer eines Rennwagens Südamerika, um auf die Situation behinderter Kinder aufmerksam zu machen. In den 1950er Jahren fungierte er als Produzent und Regisseur von Dokumentationen solcher Expeditionen, gelegentlich auch Spielfilme. Continente perduto wurde 1955 bei den Filmfestspielen in Cannes und bei der Berlinale ausgezeichnet. 1958 erhielt der von Bonzi produzierte La muraglia cinese den David di Donatello.
Im Jahr 2006 wurde ein nach ihm benanntes Museum in seinem Sterbeort eröffnet.

## Filmografie (Auswahl)
- 1955: Der verlorene Kontinent (Il continente perduto)
- 1958: La muraglia cinese